# DDR-Straßen-Radmeisterschaften 1961
Die DDR-Straßen-Radmeisterschaften 1961 dienten zur Ermittlung der DDR-Meister im Einzelstraßenrennen der Männer und Frauen sowie im 100-km-Mannschaftszeitfahren. Im Männereinzel gewann Gustav-Adolf Schur seinen sechsten Titel, Elisabeth Kleinhans wurde zum ersten Mal DDR-Meisterin und im Mannschaftszeitfahren gewann erstmals der SC Dynamo Berlin.

## Einzelrennen

### Strecke
Für die Einzelkonkurrenzen war ein 11,3 Kilometer langer Rundkurs mit Start und Ziel im Oberlausitzer Ort Gersdorf abgesteckt worden. Für die Aktiven schwer zu bewältigen war eine achtprozentige und 800 Meter lange Steigung im Ortsteil Obersteina. Während die Männer die Strecke 16 Mal durchfahren mussten und damit 180,8 Kilometer zu absolvieren hatte, befuhren die Frauen den Rundkurs sechsmal und kamen so auf  67,8 Kilometer.

### Männer
Am Sonntag, dem 23. Juli 1961, gingen bei kühlem und regnerischem Wetter über 100 Fahrer in Gersdorf an den Start. An der von 20.000 Zuschauern gesäumten Strecke gab es zunächst wenig Aktivitäten, lediglich ein Massensturz in der zweiten Runde an der Auffahrt nach Obersteina sorgte für Aufregung. Zu Schaden kam jedoch nur der Leipziger Siegfried Kettmann, der das Rennen aufgeben musste. Scharf bewacht wurden die dreimaligen Doppelsieger der Vorjahre Schur und Bernhard Eckstein, die sich lange Zeit im Feld aufhielten. Erst in der zehnten Runde setzten sich beide an die Spitze, nachdem zuvor schon ihr Mannschaftskamerad Klaus Ampler mit Vorstößen für Unruhe im Feld gesorgt hatte. Ausreißversuche unternahmen jedoch andere Fahrer, so der Berliner Dieter Ruthenberg oder Erich Hagen von der DHfK, sie wurden aber stets wieder eingeholt. Nach 15 Runden hatte sich das Feld auf 33 Fahrer dezimiert, und man rechnete bereits mit einer Massenankunft. Die Entscheidung fiel dann aber doch sieben Kilometer vor dem Ziel. Schur und Eckstein nutzten den letzten Anstieg in Obersteina, um sich vom Feld abzusetzen und strebten gemeinsam mit einem Vorsprung von 200 Metern dem Ziel in Gersdorf entgegen. Erneut hatte Schur den besseren Spurt, sodass es zum vierten Mal hintereinander zum Einlauf Schur vor Eckstein kam. 15 Sekunden später führte Hans Seidel aus Karl-Marx-Stadt das geschlossene Feld über den Zielstrich.
|     | Fahrer             | Mannschaft                | Zeit (h)          |
| --- | ------------------ | ------------------------- | ----------------- |
| 01. | Gustav-Adolf Schur | SC DHfK Leipzig           | 4:49:17           |
| 02. | Bernhard Eckstein  | SC DHfK Leipzig           | gleiche Zeit      |
| 03. | Hans Seidel        | SC Wismut Karl-Marx-Stadt | 4:49:32           |
| 04. | Kurt Müller        | SC Dynamo Berlin          | alle gleiche Zeit |
| 05. | Egon Adler         | ASK Vorwärts Leipzig      | alle gleiche Zeit |
| 06. | Erich Hagen        | SC DHfK Leipzig           | alle gleiche Zeit |
| 07. | Günter Lörke       | SC DHfK Leipzig           | alle gleiche Zeit |
| 08. | Klaus Ampler       | SC DHfK Leipzig           | alle gleiche Zeit |
| 09. | Horst Kappel       | SC Einheit Berlin         | alle gleiche Zeit |
|     | weitere 24 Fahrer  |                           | alle gleiche Zeit |

### Frauen
Bei den Frauen, die vor den Männern in Gersdorf gestartet waren, wurde die zweifache Meisterin von 1959 und 1960, Karin Hänsel, entthront. Im Spurt aus einer Dreiergruppe sicherte sich diesmal die Dritte der Radweltmeisterschaft von 1960, Elisabeth Kleinhans, die Meisterschaft vor der Titelverteidigerin. Die Frauenmeisterschaft wurde zu einem Totaltriumph für den SC DHfK Leipzig, deren Fahrerinnen die Plätze eins bis fünf belegten. 
|      | Fahrerin            | Mannschaft             | Zeit (h)          |
| ---- | ------------------- | ---------------------- | ----------------- |
| 01.  | Elisabeth Kleinhans | SC DHfK Leipzig        | 2:07:02           |
| 02.  | Karin Hänsel        | SC DHfK Leipzig        | alle gleiche Zeit |
| 03.  | Renate Krämer       | SC DHfK Leipzig        | alle gleiche Zeit |
| 04.  | Ingrid Kutter       | SC DHfK Leipzig        | 2:07:30           |
| 05.  | Kiesewetter         | SC DHfK Leipzig        | 2:15:06           |
| 06.  | Oettel              | SG Dynamo Dresden Nord | gleiche Zeit      |
| 0... |                     |                        |                   |

## 100-km-Mannschaftszeitfahren
Der Titelkampf im Mannschaftszeitfahren am Sonntag, dem 30. Juli 1961, fand wie in den Vorjahren auf der Strecke Lübben – Herzberg und zurück statt. Es siegte der Vierer vom SC Dynamo Berlin überraschend klar vor dem Titelverteidiger SC Wismut Karl-Marx-Stadt. Die Berliner mit Lothar Appler, Hans Scheibner, Kurt Müller und Manfred Brüning hatten nach den 100 Kilometern einen Vorsprung von mehr als fünf Minuten. Wie schon im Vorjahr enttäuschte die favorisierte Mannschaft des SC DHfK Leipzig, die nach einem Schwächeanfall von Erich Hagen nur auf den neunten Platz kam. Zusätzliches Pech hatte die Leipziger durch einen Lenkerbruch bei Günter Lörke.
|      | Mannschaft                    | Zeit         |
| ---- | ----------------------------- | ------------ |
| 01.  | SC Dynamo Berlin I            | 2:17:18,4 h  |
| 02.  | SC Wismut Karl-Marx-Stadt I   | + 5:13,8 min |
| 03.  | ASK Vorwärts Leipzig          | + 5:56,4 min |
| 04.  | SG Dynamo Dresden Nord        | + 5:49,9 min |
| 05.  | SC Wismut Karl-Marx-Stadt II  | + 5:56,4 min |
| 06.  | SC Einheit Berlin             | + 5:59,1 min |
| 07.  | SC Dynamo Berlin II           | + 6:19,9 min |
| 08.  | SG Dynamo Potsdam             | + 6:25,5 min |
| 09.  | SC DHfK Leipzig I             | + 8:00,2 min |
| 10.  | SC Wismut Karl-Marx-Stadt III | + 8:40,5 min |
| 0... |                               |              |